# De Klijpe
De Klijpe is een gehucht in de Belgische provincie Oost-Vlaanderen. Het ligt in de stad Ronse, zo'n twee kilometer ten westen van het stadscentrum langs de weg naar Kluisbergen en Rozenaken. De Klijpe ligt aan de zuidelijke voet van de Hotondberg.

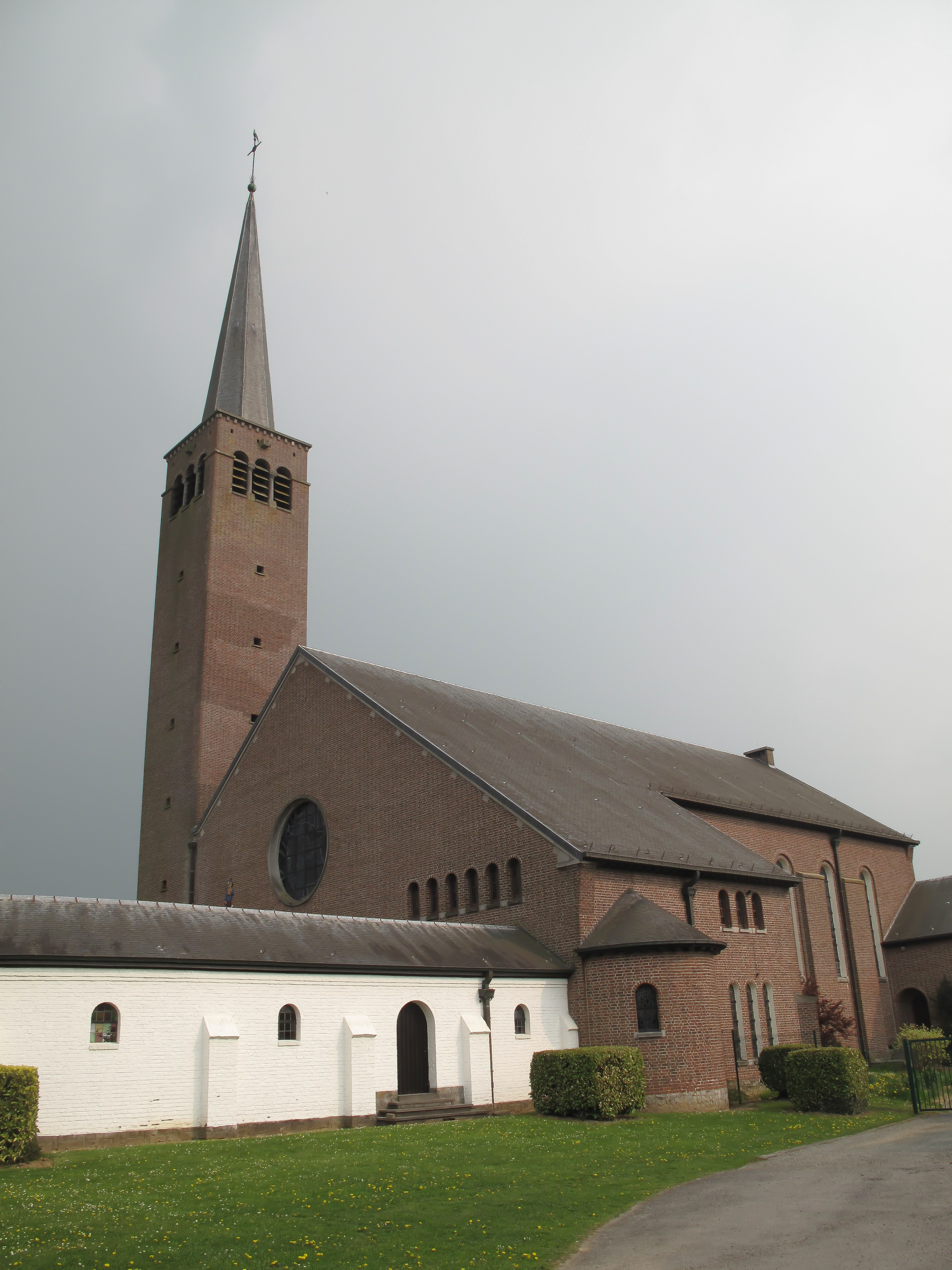
Onze-Lieve-Vrouwe van de Altijddurende Bijstandkerk

## Geschiedenis
De plaats bleef lang een landelijk gebied ten westen van de stad, tegen de zuidelijke flanken van de Hotondberg. De Ferrariskaart uit de jaren 1770 toont hier verschillende kronkelende wegen met een verspreide bebouwing en veel hoeves. In de 19de eeuw werd door het gebied een nieuwe rechte weg naar Kwaremont en Berchem getrokken, de Zonnestraat. De weg kwam vanuit Ronse in het oosten en boog hier af in noordelijke richting de helling op van de Hotondberg. In de bocht sloot de straat naar Rozenaken in het westen aan.
Het gehucht groeide en in 1951 werd De Klijpe een zelfstandige parochie, gewijd aan Onze-Lieve-Vrouw van Altijddurende Bijstand. Er werd een eerste noodkerkje opgetrokken en in 1957 begon de bouw van de nieuwe kerk, die in 1961 werd ingewijd.

## Bezienswaardigheden
- De Onze-Lieve-Vrouw van Altijddurende Bijstandkerk

## Verkeer en vervoer
Door De Klijpe loopt de N36 van Ronse naar Berchem.

## Nabijgelegen kernen
Ronse, Kwaremont, Russeignies

Deelgemeente: Ronse

Overige gehuchten en wijken: Breucq · De Klijpe · Deurne (Hoog-Deurne · Laag-Deurne) · Floréal · Klein Frankrijk · Koekamer · Stookt · Ten Houte

Belgische gemeenten · Arrondissement Oudenaarde · Oost-Vlaanderen · Vlaanderen